# مادیارسچود
مادیارسچود (به مجاری:  Magyarszecsőd) یک شهرداری در مجارستان است که در واش واقع شده‌است. مادیارسچود ۱۱٫۲۶ کیلومتر مربع مساحت دارد.